# Nynäshamns kommun
58°54′N 17°57′Ø / 58.900°N 17.950°Ø
Nynäshamn kommune ligger i Stockholms län i Södermanland i Sverige. Kommunen ligger længst mod syd på halvøen Södertörn. Administrationen ligger i byen Nynäshamn.

## Geografi
I kommunen er der skærgård med velbesøgte badesteder. Fyret Landsort ligger på Öja, den sydligste ø i Stockholms skærgård og en del af Nynäshamns kommun. Ud for Landsort ligger Landsortsdjupet som er Østersøen og Sveriges dybeste sted. Det er mange fjorde i kommunen, de største er Himmerfjärden på vestsiden og Mysingen på østsiden. Kommunen grænser i nordøst til Haninge kommun og i nordvest til Botkyrka kommun. Der er en maritim grænse til Södertälje mod vest og Trosa i sydvest.

### Byer
Nynäshamn kommune har seks byer.
Indbyggere pr. 31. december 2005.
| #  | By          | Indbyggere |
| -- | ----------- | ---------- |
| 1. | Nynäshamn   | 13.079     |
| 2. | Ösmo        | 3.606      |
| 3. | Sorunda     | 1.352      |
| 4. | Stora Vika  | 585        |
| 5. | Grödby      | 368        |
| 6. | Landfjärden | 246        |

### Større øer
- Torö (25 km2)
- Herrön
- Järflotta (7 km2) adskilt fra fastlandet af Dragets kanal
- Yxlö
- Öja
- Bedarö

## Eksterne kilder og henvisninger
- Nynäshamns kommun
- Nynäshamns turistbyrå